# Anís del Mono
Anís del Mono és una marca registrada de licor anisat que es va crear a la destil·leria fundada l’any 1868 pels germans Josep i Vicenç Bosch i Grau al número 115 del carrer Eduard Maristany de Badalona (Barcelonès, Catalunya).

## Elaboració
La beguda es compon de tres ingredients principals, alcohol, xarop i oli essencial. L'oli essencial és el més important, atès que és el que li dona el seu sabor, que es potencia amb herbes aromàtiques com regalèssia o anís estrellat.

## Història

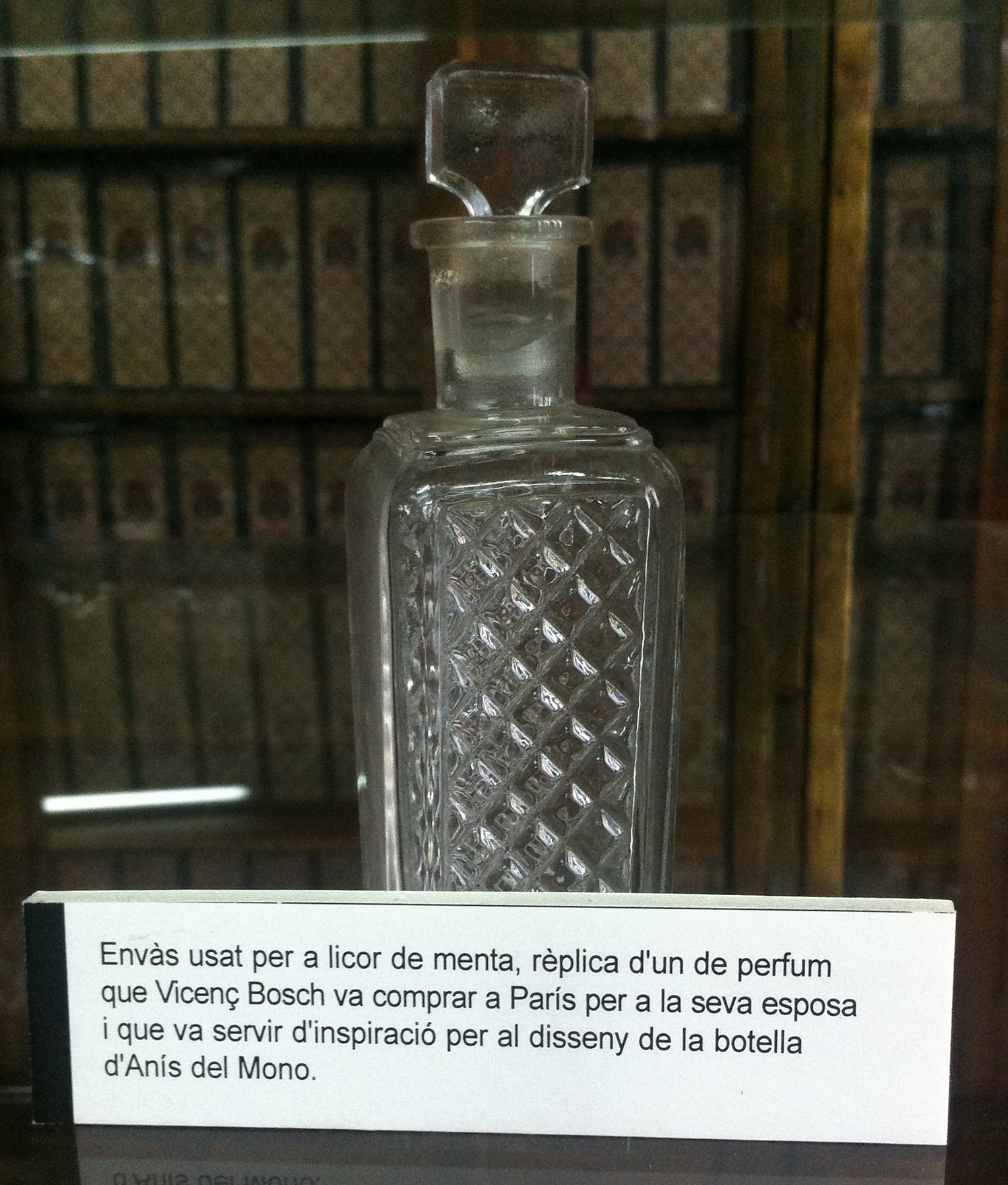
Envàs que va servir d'inspiració per fer el disseny de l'ampolla, conservat a la fàbrica.

El nom de la marca el pren, suposadament, perquè en un dels vaixells de la família Bosch, que tenia negocis a Amèrica, va arribar un mico que van adoptar com a mascota a la fàbrica de Badalona i va tenir gran ressò popular. Però també s'ha parlat d'una connotació publicitària: Bosch, empresari de renom, va aprofitar el clima de polèmica que van suscitar les teories evolucionistes de Darwin, per mostrar que la seva marca era la més evolucionada. Així, a l'etiqueta de l'ampolla apareix un dibuix d'un mico amb la cara, segons alguns, de Darwin, i un pergamí on hi diu: "Es el mejor. La ciencia lo dijo y yo no miento". Altres, contràriament, han vist en l'etiqueta una crítica i burla a Darwin i a les seves teories. Alguns han atorgat l'autoria del dibuix al gravador Sala, sogre de Bosch, però es tracta d'una confusió, ja que Tomàs Sala era consogre i no pas sogre de Vicenç Bosch, i en el moment en què es va fer l'etiqueta no hi ha proves que ja es coneguessin.

## Publicitat i art
La marca ha estat associada al Modernisme, no només per l'arquitectura de la seva fàbrica sinó pel gran impuls que Vicente Bosch va fer de la publicitat i del cartellisme: el 1897 va convocar un concurs de cartells i va guanyar el cartell de Ramon Casas, Mono y mona. També cal esmentar el quiosc de venda d'anís projectat per Josep Puig i Cadafalch el 1896, que es va construir a l'estació del ferrocarril de Badalona, on va funcionar fins a l'ocupació franquista de Catalunya.

## La fàbrica

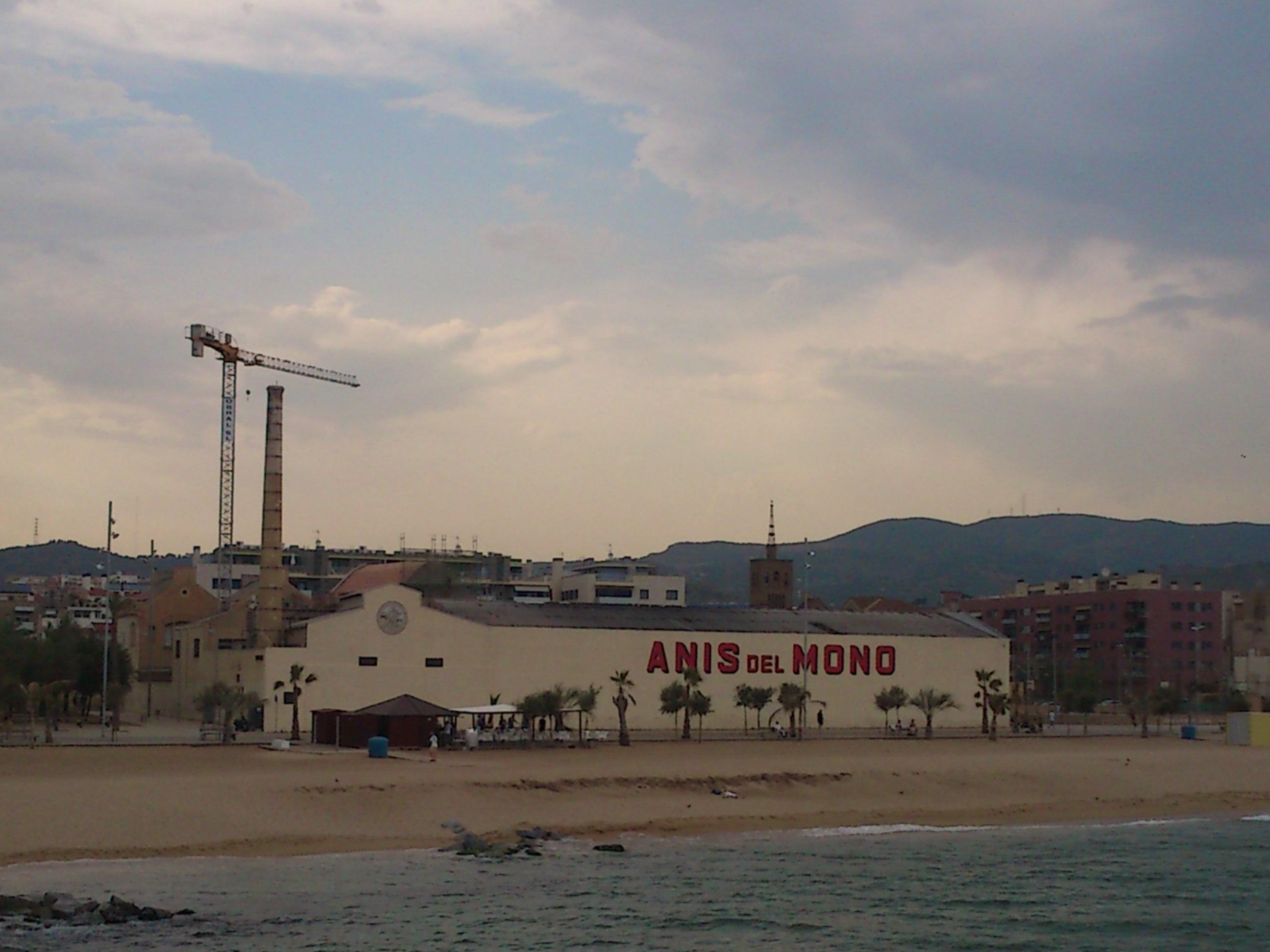
Destil·leria de l'Anís del Mono a Badalona vista des del Pont del Petroli.

La fàbrica és un edifici emblemàtic de la ciutat per l'estil modernista de les sales de destil·lació, del despatx del gerent i els arxius, així com pel mobiliari de fusta d’època, dissenyat per l'arquitecte badaloní Joan Amigó i Barriga, i els cartells publicitaris de Ramon Casas.
Va ser construïda el 1880 al carrer d'Eduard de Maristany, al costat de la via del tren, pel mestre d'obres Jaume Botey i Garriga, en substitució de l'antiga fassina dels germans Bosch al carrer de la Soledat, i a inicis de segle XX ampliada i reformada per l'arquitecte Amigó, que va donar-li l'aspecte modernista actual.
La fàbrica, propietat del Grup Osborne des de 1975, va ser declarada patrimoni històric el 2007. Val a dir que fins a 2021, es va continuar elaborant tota la producció d'anís en aquesta destil·leria. A causa d'un augment de la demanda, Osborne va deixar a la fàbrica de Badalona únicament l'elaboració de l'oli essencial, i des de llavors l'embotellament es gestiona al Celler "El Tiro", a El Puerto de Santa María (Cadis). Actualment, la fàbrica es pot visitar prèvia reserva al Museu de Badalona.

## Productes derivats
Al llarg de la seva història, d'Anís del Mono se n'han fet productes derivats partint de la base de l'anís dolç. El primer va ser una versió seca del licor, la producció del qual es va iniciar el 1931, i encara continua, i que es caracteritza per tenir l'etiqueta de color verd. La diferència rau en una més elevada graduació alcohòlica i un sabor més intens. Pocs anys més tard, durant la Guerra Civil i la postguerra, a causa de l'escassesa de sucre, va aparèixer de manera fugaç un anís semisec, que ostentava una etiqueta de color blanc, però tan aviat va normalitzar-se el mercat de sucre, es deixà de fabricar.

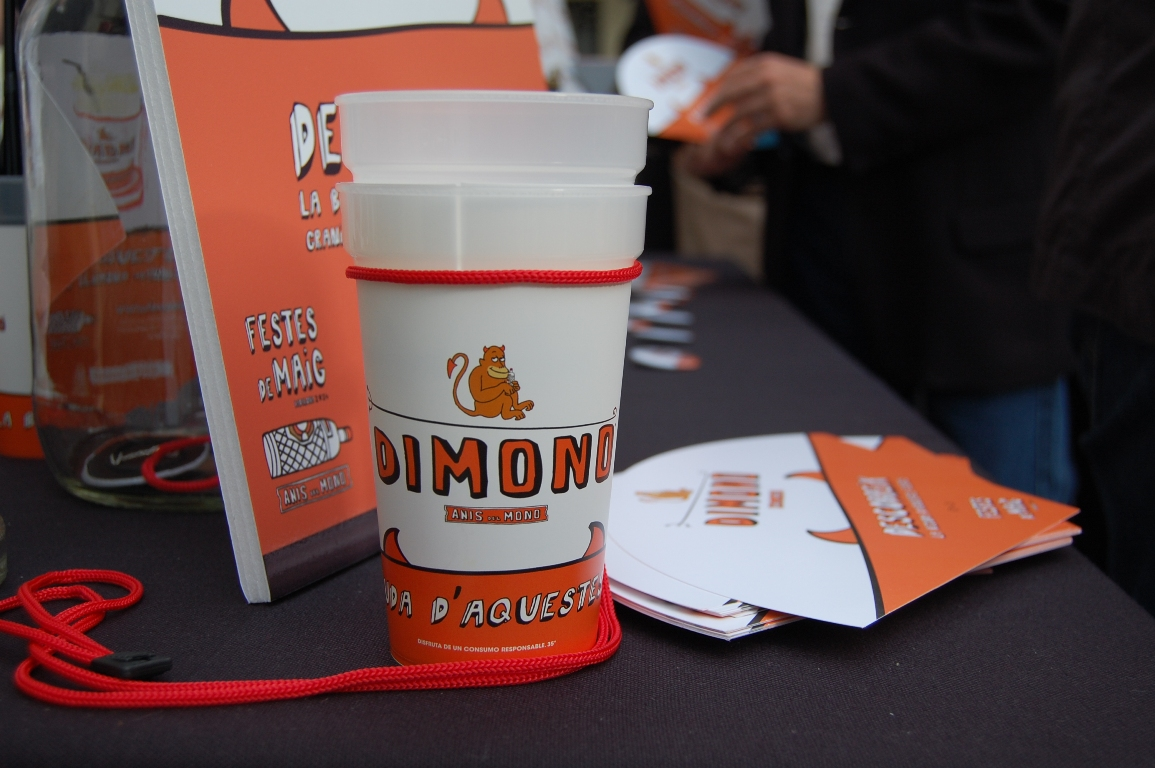
Dimono, creada per les Festes de Maig de 2014

No es van fer altres productes derivats fins molts anys després de la compra de l'empresa per part del Grup Osborne. El 2002, en el marc d'una operació de llançaments de productes de diverses de les seves marques, van llançar al mercat «Mono Limón», un licor de llimona amb un toc suau a anís. Basat en aquesta fruita, es va crear un granissat de llimona mesclat amb l'Anís del Mono l'abril de 2014, en col·laboració amb l'Ajuntament de Badalona, amb motiu de la celebració de les Festes de Maig de la ciutat, que va rebre el nom de «Dimono».
Des de 2017, a banda de les línies d'anís dolç i sec, Osborne té la de licors del mono, que consisteix en dos productes: una crema de Anís, que té una base d'anís acompanyada cacau i caramel, i el cigaló d'anís, que té tocs de cafè torrat. La idea d'Osborne és adaptar-se als nous consumidors, elaborant begudes més suaus i lleugeres, fàcils de cosumir.